# Ivan Bajo
Ivan Bajo (25. listopadu 1935 Bratislava — 15. července 2022) byl slovenský horolezec, publicista a karikaturista.
Významný slovenský horolezec (mistr sportu, vzorný cvičitel), cvičitel, metodický pracovník, funkcionář, publicista, horolezecký karikaturista, psycholog. Podle encyklopedie z roku 1989 měl ve Vysokých Tatrách na kontě 410 výstupů (115 v zimě, 6 prvovýstupů, 5 prvních zimních průstupů), mimo jiné prvovýstup SV stěnou na Kupolu (1956), prvovýstup direttissimou SV stěny Prostredného hrotu a prvovýstup pravou částí Kopiniaka (1962), prvovýstup Z stěnou Baraních rohů, 1. zimní průstup SV stěnou Gerlachovskej veže (1960), 1. zimní průstup SV pilířem Javorového štítu (1961), 1. zimní průstupy V a S stěnou Javorového štítu (1963). Ve Vysokých Taurech Welzenbachovou cestou v S stěne Grossglockneru, Welzenbachovou cestou v S stene Grosses Wiesbachhornu, Laserzwand SZ pilířem (1964 a 1968). Na Kavkazu (Adyl-su) III. Západní Šchelda Schmadererovým pilířem v S stěne (1959). Předseda metodické komise a člen komise mládeže SHZ IAMES (později VHZ SÚV ČSZTV, 1967—1978), člen MK a komise mládeže VHZ ÚV ČSZTV. Vedoucí autorských kolektivů Učebních textů pro cvičitele horolezectví, spoluautor Previsnutej revue 1971 (TJ IAMES Bratislava), autor vícero metodicko-odborných a beletristických článků, asi 250 karikatur, humoristické publikace Smiech na lane (TJ IAMES, Bratislava 1977) a dalších. Držitel Zlatého odznaku IAMES-u a veřejného uznání Za zásluhy o rozvoj čs. tělesné výchovy III. stupně. Reprezentant ČSSR (1960—1964).

## Výstupy v horách
vybrané prvovýstupy
- 1956: středem Severní stěny, Kupola, Vysoké Tatry, V-VI., I. Bajo a B. Hanzel
- 1962: Direttissima, S stěna, Prostredný hrot, Vysoké Tatry; I. Bajo, S. Kysilková, Z. Kysilka

## Dílo
- Smiech na lane (několik vydání)
- BAJO, Ivan et al. Horolezectvo: učebné texty pre cvičiteľov 2. a 3. triedy. 1. vyd. Bratislava: Šport, 1972. 325 s. Edícia učebných textov.
- BAJO, Ivan et al. Horolezectvo: Učebné texty pre školenie cvičitelov 3. a 4. triedy. 1. vyd. Bratislava: Šport, 1982. 185 s. Učebné texty.